# رضا طهماسب
رضا عباس قلي أوغلي طهماسب (بالأذرية: Rza Tahmasib) - الممثل و المخرج السوفيتي و الأذربيجاني وفنان الشعب في جمهورية أذربيجان الاشتراكية السوفيتية (1966). حاصل على جائز جائزة الاتحاد السوفيتي الحكومية (1946).

## حياته ومشواره المهني
ولد رضا طهماسب في 8 أبريل عام 1894 بنخجوان. عمل مدرسا في المدرسة بباكو.
رضا طهماسب هو ممثل و مخرج في مسارح تبليسي يريفان نخجوان منذ 1910.
هو درس في كلية إستشراق بين 1919 و1920 وبيداغوجي في 1923-1924 بجامعة باكو الحكومية.
منذ 1920 عمل كمدير و المدير الفني في مسرح الدراما الأكاديمي الحكومي أذربيجاني.
في 1937 تخرج رضا طهماسب من معهد غيراسيموف للسينما على تخصص مخرج.
عمل مدرسا في جامعة أذربيجان الحكومية للثقافة والفنون، حصل درجة بروفيسور في 1947.
منذ 1949 هو عضوا في الحزب الشيوعي السوفيتي.
توفي رضا طهماسب في باكو في 14 فبرايير، لعام 1980، 85 عاما من عمره.

## روابط خارجية
- رضا طهماسب على موقع IMDb (الإنجليزية)
- رضا طهماسب على موقع أول موفي (الإنجليزية)
- رضا طهماسب على موقع قاعدة بيانات الفيلم (الإنجليزية)
- رضا طهماسب على موقع كينوبويسك (الروسية)